# Трифторогерманат(II) цезия
Трифторогерманат(II) цезия — неорганическое соединение, 
комплексная соль цезия, германия и плавиковой кислоты с формулой Cs[GeF3],
бесцветные кристаллы,
растворяется в воде.

## Получение
- Добавление в инертной атмосфере фторида германия(II) к насыщенному раствору фторида цезия:

{\displaystyle {\mathsf {GeF_{2}+CsF\ {\xrightarrow {}}\ Cs[GeF_{3}]}}}

## Физические свойства
Трифторогерманат(II) цезия образует бесцветные кристаллы.

## Химические свойства
- В присутствии влаги чувствительны к действию окислителей.